# ركوب الدراجات في لندن

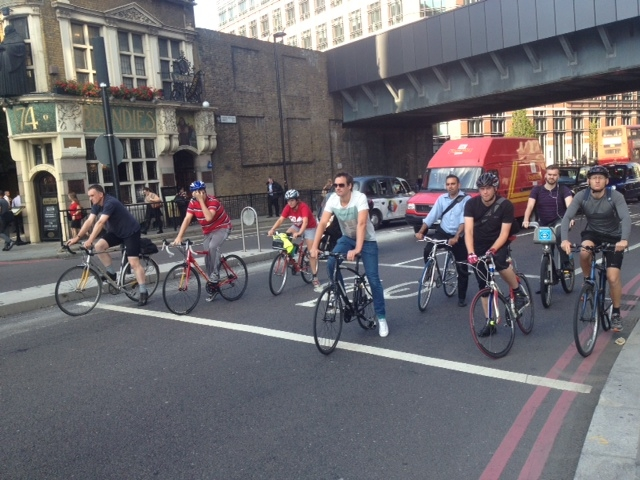
راكبي الدراجات خلال ساعة الذروة في المدينة

يعد ركوب الدراجات في لندن من وسائل النقل والأنشطة الترفيهية الشائعة داخل عاصمة المملكة المتحدة. بعد انحسار وطني في الستينيات في مستويات التنقل بواسطة الدراجات، عاد استخدام الدراجات كوسيلة للتنقل في لندن ببطء في السبعينيات. واستمر هذا حتى بداية القران الحادي والعشرين، عندما بدأت المستويات تتزايد بشكل ملحوظ - خلال الفترة من 2000 إلى 2012- تضاعف عدد الرحلات اليومية باستخدام الدراجات في لندن الكبرى إلى 580,000 رحلة قد يكون ازدياد عدد مستخدمي الدراجات منسوب جزئيًا لإطلاق النقل في لندن لنظام باركليز لتأجير الدراجات في جميع أنحاء وسط المدينة، والذي جذب ما يقارب 500,000 راكب شهريًا في حلول 2013 وبلغ ذروته بمليون راكب في يوليو من ذلك العام. [1]
وقد توصل في السنوات الأخيرة إلى أن يُنظر لركوب الدراجات في لندن بأنها غير أمنة من قبل راكبي الدراجات. في نوفمبر عام 2013 وقعت سلسلة من الحوادث أدت إلى مقتل العديد مما وجّه انتقادات شديدة ووأثار احتجاجات على مرافق الدراجات التابعة لهيئة النقل في لندن، وطلب تحسين السلامة من قبل السياسيين، ومنظمات ركوب الدراجات، ووسائل الإعلام.

## القرن التاسع عشر
كان ركوب الدراجات في لندن شائع في أواخر القرن التاسع عشر وخصوصًا أثناء ثورة استعمال الدراجات. وشُكل نادي كلاريون الوطني للدراجات لأول مرة في لندن.

## القرن العشرين
كان إدخال أول مسار للدراجات في لندن في عام 1934 بين هانجر لين وغرينفورد. وعلى الرغم من أن المرافق كانت تُستخدم بشكل جيد لركوب الدراجات، إلا أن المنظمات كانت معارضة لركوب الدراجات في ذلك الوقت خوفًا من فقدان حقوق الركوب على الطريق السريع.
وفي مطلع الستينيات شهدت بريطانيا انخفاضًا في مستويات ركوب الدراجات بسبب زيادة ثروة سكانها وزيادة القدرة على تحمل تكاليف السيارات؛ مما أدى بدوره إلى تفضيل مخططي النقل لحركة مرور المركبات على خيارات أخرى. وفي عام 1977 فاز حزب المحافظين في انتخابات مجلس لندن الكبرى، وسن سياسات أدت إلى انخفاض الإنفاق على النقل العام.
وفي عام 1980 قطع كين ليفينغستون عهدًا لحملة لندن للدراجات في الوقت الذي كان فيه المتحدث بأسم حزب نقل العمال بأن على العمال السيطرة على مجلس لندن الكبرى لتنفق أكثر على احتياجات راكبي الدرجات. وفي عام 1981 فاز العمال في انتخابات مجلس لندن الكبرى وبعد فترة قصيرة أصبح كين ليفينغستون قائدًا على المجلس وأعلن كين ليفينغستون في الشهر التالي أن مجلس لندن الكبرى سوف ينظم إلى مطالب حملة لندن للدراجات، وخلق وحدة تخطيط لركوب الدراجات وإنفاق 1% على الاقل من ميزانية النقل السنوية وهي 2 مليون جنيه إسترليني على ركوب الدراجات.

## القرن الحادي والعشرين

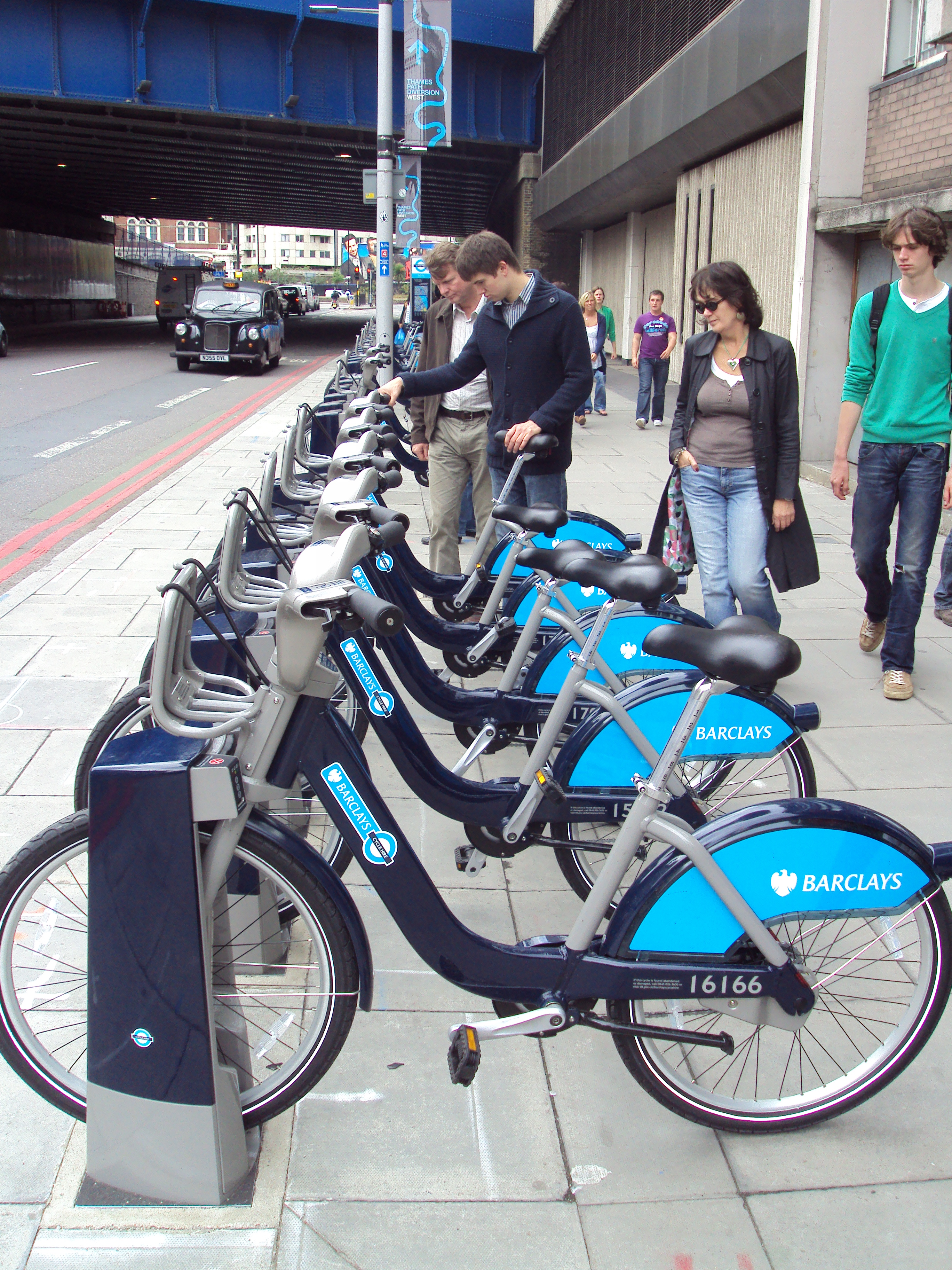
دراجات باركليز للتأجير في محطة رسو في شارع ساوثوارك

في عام 2000 أصبح ليفينغستون أول عمدة مُنتخَب في لندن وفي عام 2008 قام بتحديد هدفًا لزيادة ركوب الدراجات بنسبة 400% بين الأعوام 2008 و2025. وفي التاسع من فبراير عام 2008 أعلن ليفينغستون مبلغ قدره 400 مليون جنيه استرليني من المبادرات لتحسين وزيادة ركوب الدراجات والمشي، بما في ذلك الآلاف من مرافق جديدة لوقوف الدراجات في محطات السكك الحديدية وقطار الأنفاق ليتم تنسيقها من قبل هيئة النقل في لندن لجميع الرحلات اليومية بالدراجات بحلول عام 2025.
في عام 2011 حوالي 2.5% من الموظفين ينتقلون لعملهم عن طريق استخدام الدراجات وبالرغم من ذلك وصلت النسبة إلى 9% في هاكني. وهذا بالمقارنة بالمدن الأخرى مثل كارديف (4.3 %)، ونيويورك (18%), وكامبردج (28% من المتنقلين) والمدن في القارة مثل برلين (13%), وميونخ (15%), امستردام (37% من جميع الرحلات)، وخرونينغن(57% لكل الرحلات). وتتفاوت نبسة نمو راكبي الدراجات بين المناطق داخل المدينة، وقد أفادت التقارير أن في بعض المسارات في تشيبسايد يشكل ركاب الدراجات أكثر من نصف حركة المرور خلال ساعات الذروة.
وفي عام2008 أعلن ليفينغستون عن خطط لبناء اثني عشر طريق«الطرق السريعة للدراجات» لربط مناطق لندن الداخلية والخارجية بالإضافة إلى تزويد مناطق حول مدن الحضرية. في مايو عام 2008 خسر ليفينغستون انتخابات البلدية بعد المحافظ بوريس جونسون ولكن العمدة الجديد وعد بأنه سيستمر بدعم ركوب الدراجات.
وفي يوليو عام 2010 تم تنفيذ طريقين تجريبيين مع الطريق السريع للدراجات 3 (CS3) التي تربط باركينغ في شرق لندن مع تاور هيل في الحدود الخارجية لمدينة لندن والطريق السريع للدراجات 7 (CS7) يربط كوليرز وود في جنوب لندن لمحطة بانك في المدينة. وانتُقدَت الطرق السريعة للدراجات من قبل معلقين ركابي الدراجات والمتسابقين الخصم لاعتمادهم على «الطلاء الأزرق» وممرات الحافلات لحماية راكبي الدراجات من حركة السيارات دون استخدام حاجز حجري لمسارات الدراجات. كان الطريق السريع للدراجات 3CS) 3) أكثر شعبية على الرغم من أن النقاد جادلوا بأن الكثير من هذه الطرق كان موجودا بالفعل، وببساطة تم تغيير اسمه كطريق سريع. وتجادل المتسابقون قبل إطلاق رئيس البلدية خطابه على أنه وعد بمستوى أعلى من مرافق الدراجات، إلا أن الطرق السريعة شجعت راكبي الدراجات على الطرق الرئيسية المزدحمة تكتظ بالحافلات وغيرها من حركة مرور السيارات، مع خطر كبير من التعرض للاصطدام من قبل المركبات التي تنعطف لليسار في التقاطعات الرئيسية.
في يوليو عام 2010 أُتيحت 6000 دراجة للإيجار لمدة قصيرة من قبل هيئة النقل في لندن تحت باركليز لتأجير الدراجات في 400 محطة رسو في تسعة أحياء وسط لندن وتم توسيع ذلك لاحقًا ليصل إلى 8000 دراجة من 570 محطة. يُدار هذا المخطط من قبل مؤسسة أوربان سولوشينز بي بي سي أس التي تقع في مونتريال، فقد غطى حوالي 17 ميلا مربعا (44 كيلومترا مربعا) على تسعة أحياء في وسط لندن، وشملت 6000 دراجة و400 محطة رسو. وتباعدت محطات الإرساء بمقدار 300 متر، ولا سيما في الوجهات الرئيسية ومحطات قطار الأنفاق في وسط لندن وهناك رسوم للتأجير ولكن لفترة ما كان الاسنخدام مجاني وهذا لدعم المشروع. صُمم المخطط بناءً على دراسة الجدوى التي أعدها الألمانيا ديكتور-فيغا وتشارلز سنيد في نوفمبر عام 2008.
وأدى ضغط مجموعات الحملات والمدونين وممارسي ركوب الدراجات يوميًا بعد سنوات قليلة إلى جلب انتباه الإعلام باستخدام وسائل الإعلام الاجتماعية والمظاهرات في شوارع لندن لركوب الدراجات في طرق لندن. وفي النهاية أسهم ذلك إلى الكثير من الاستثمارات في البنية التحتية لركوب الدراجات بطريقة أكثر أمنًا في لندن. وفي مارس عام 2013، أعلنت البلدية بمليار جنيه إسترليني من التحسينات لجعل ركوب الدراجات أكثر أمنًا وأسهل في لندن، فضلا عن تحسين تلوث الهواء والازدحام الداخلي للمدينة في العاصمة. وقرر بوريس جونسون، الذي كان يشغل منصب رئيس بلدية لندن، التخطيط لبناء «طريق عبور للدراجات» طوله15 ميلا يمتد من ضواحي غرب لندن عبر ويستواي، من خلال هايد بارك والمول وعلى طول جسر فيكتوريا إلى ما وراء كاناري وارف وإلى شرق لندن.
وفي مارس عام 2013 أُعلن عن «رؤية رئيس البلدية للدراجات في لندن»، وهي خطة تتضمن «طريق عبور للدراجات» الذي بكونه طريقًا منفصلًا تمامًا من الشرق إلى الغرب عبر لندن ليكون جاهزًا بحلول عام 2016. أُعلن في البيان أيضًا عن «شبكة دراجة» في وسط لندن والتي ستنضم إلى الطرق الموجودة للدراجات في المنطقة 1، بالإضافة إلى شبكة من «الطرق الهادئة» في خارج لندن، والدراجات الإلكترونية للإيجارات في المناطق الجبلية في المدينة. وقد وصف نائب رئيس بلدية لندن مخطط تأجيرالدراجات بأنها «في نضوج» مع التوسع خارج لندن في عام 2014 في هاكني، ونوتينغ هيل، وهامرزميث، وفولهام، واندسورث.
وفي ديسمبرعام 2013 نشرت هيئة النقل في لندن خريطة «شبكة وسط لندن» لمسارات الدراجات الجديدة.
وفي فبراير عام 2017 وافق مجلس مقاطعة لندن كينغستون أبون تيمز على إنشاء محاكمة اجتماعية تجريبية كجزء من حملة جو سايكل حيث يمكن للطبيب عام وأخصائي العلاج الطبيعي وأخصائي الصحة العقلية أن يقوم بإحالة المريض لدورة مجانية لمدة اثناعشر أسبوع مع مدربين درجات محترفين ومرشدين مؤهلين.

## ممرات ومسارات الدراجات

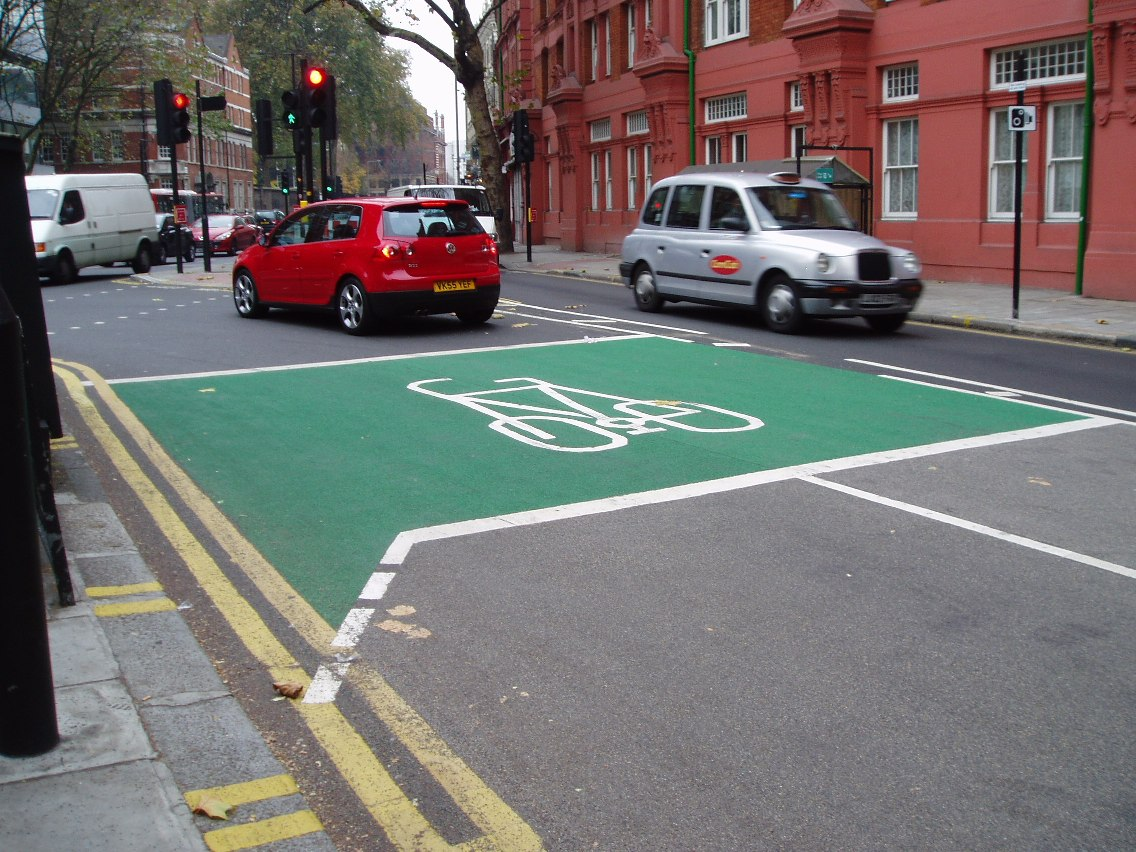
وضع خط توقف متقدم لإتاحة راكبي الدراجات للاستعداد أولًا للانطلاق في حال ثبات حركة المرور

المقالة الرئيسية: قائمة مسارات الدراجات في لندن
تختلف مسارات الدراجات على الطرق، فقد طرح البعض فكرة الحاجز الحجري الذي يفصل بين راكبي الدراجات وحركة المرور الأخرى في حين تعرف الأخرين على خطوط رُسمت على سطح الطريق. واُستخدم الطريق السريع لأول مرة في مايو 2010, والطريق الهادئة في عام 2016.
وتشمل مسارات الدراجات طرق تصل إلى المتنزهات الملكية (حديقة سانت جيمس، حديقة هايد بارك، حديقة ريجنت بارك وغرين بارك)، على امتداد مسار التايمز وقنوات لندن والممرات المائية. وهناك رمز سلوكي لركوب الدراجات لمراعاة طرق لندن المحاذية للماء.

## في النقل العام

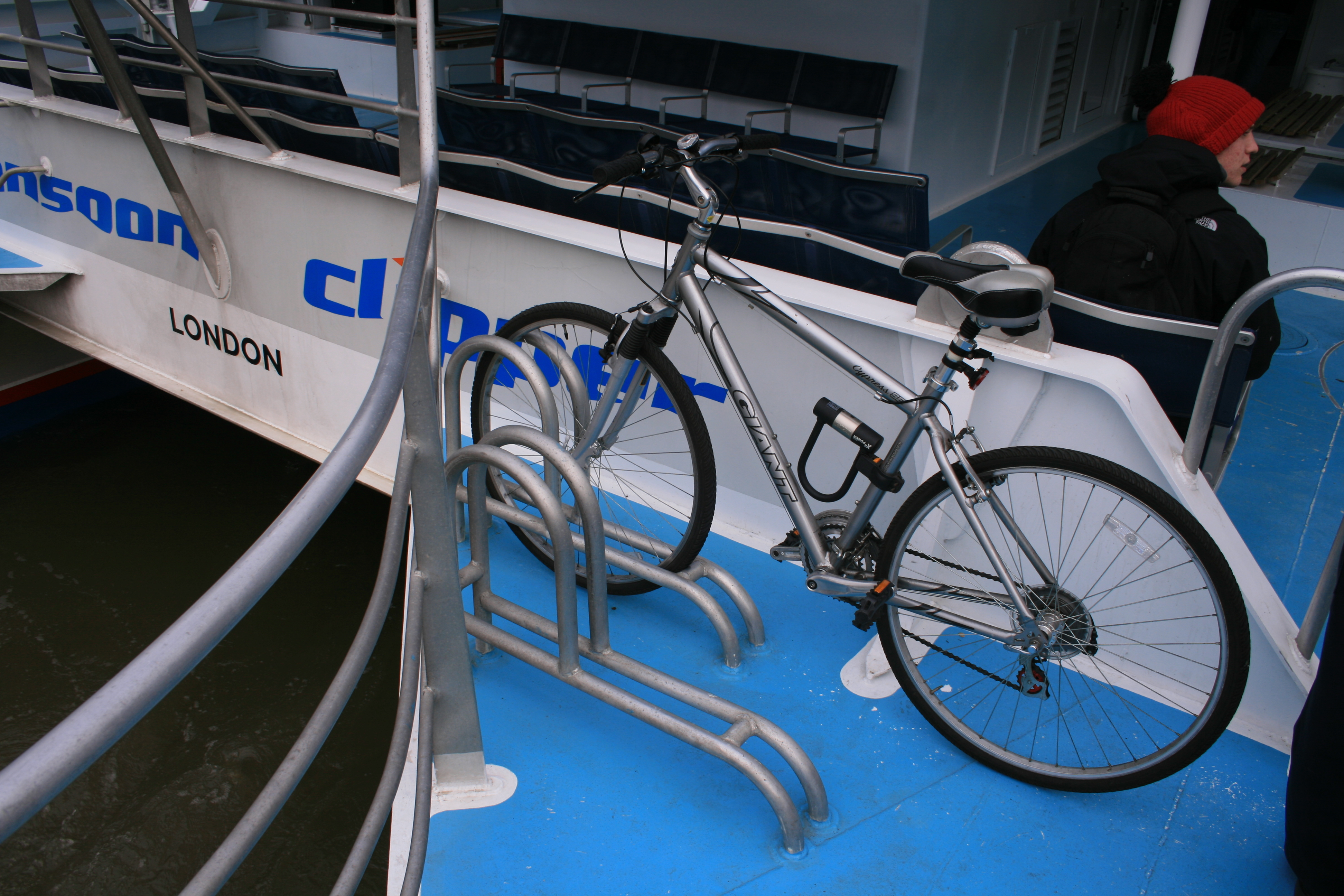
حاملات الدراجات في السفن الشراعية التي تنقل الركاب في نهر التايمز.

يمكن حمل الدراجات القابلة للطي على جميع وسائل النقل العام تقريبًا في لندن ويمكن حمل الدراجات بالحجم الكامل على بعض أقسام شبكة النقل خلال ساعات محددة من اليوم. ويوجد مرافق وقوف الدراجات وفي الغالب تكون كالمدرجات العادية ولكن في بعض الأماكن تكون هذه المرافق مزودة بحماية وهي متاحه في أغلب المحطات.
| خلال الصباح (07: 30-09: 30) والمساء (16: 00-19: 00) ساعات الذروة | ! دراجات بالحجم الكامل | دراجات قابلة للطي |
| ---------------------------------------------------------------- | --- | --- |
| في أوقات أخرى                                                    | المحظورة • جميع خطوط مترو أنفاق لندن (LU). • جميع خطوط السكك الحديدية دوكلاندز لايت (DLR). • جميع خطوط تراملينك. • معظم خطوط السكك الحديدية ناشنوال ريل (NR). • بعض خطوط لندن أوفرغروند (LO). | المسموح بها جميع خطوط مترو أنفاق لندن، والسكك• الحديدية ناشنوال ريل وجميع خطوط تراملينك. جميع خدمات القوارب النهرية. • • في الباصات، على السائق حريةالتصرف. |
| -                                                                | المسموح بها •خطوط مترو أنفاق لندن السطحية المستوى. •جميع خطوط لندن أوفر قراوند. •والسكك الحديدية ناشونال ريل. •وخطوط السكك الحديدية دوكلاندز لايت عدا محطة بانك.                              | - |
| -                                                                | المحظورة خطوط لو عميقة المستوى• جميع خطوط تراملينك• | - |

## السلامة

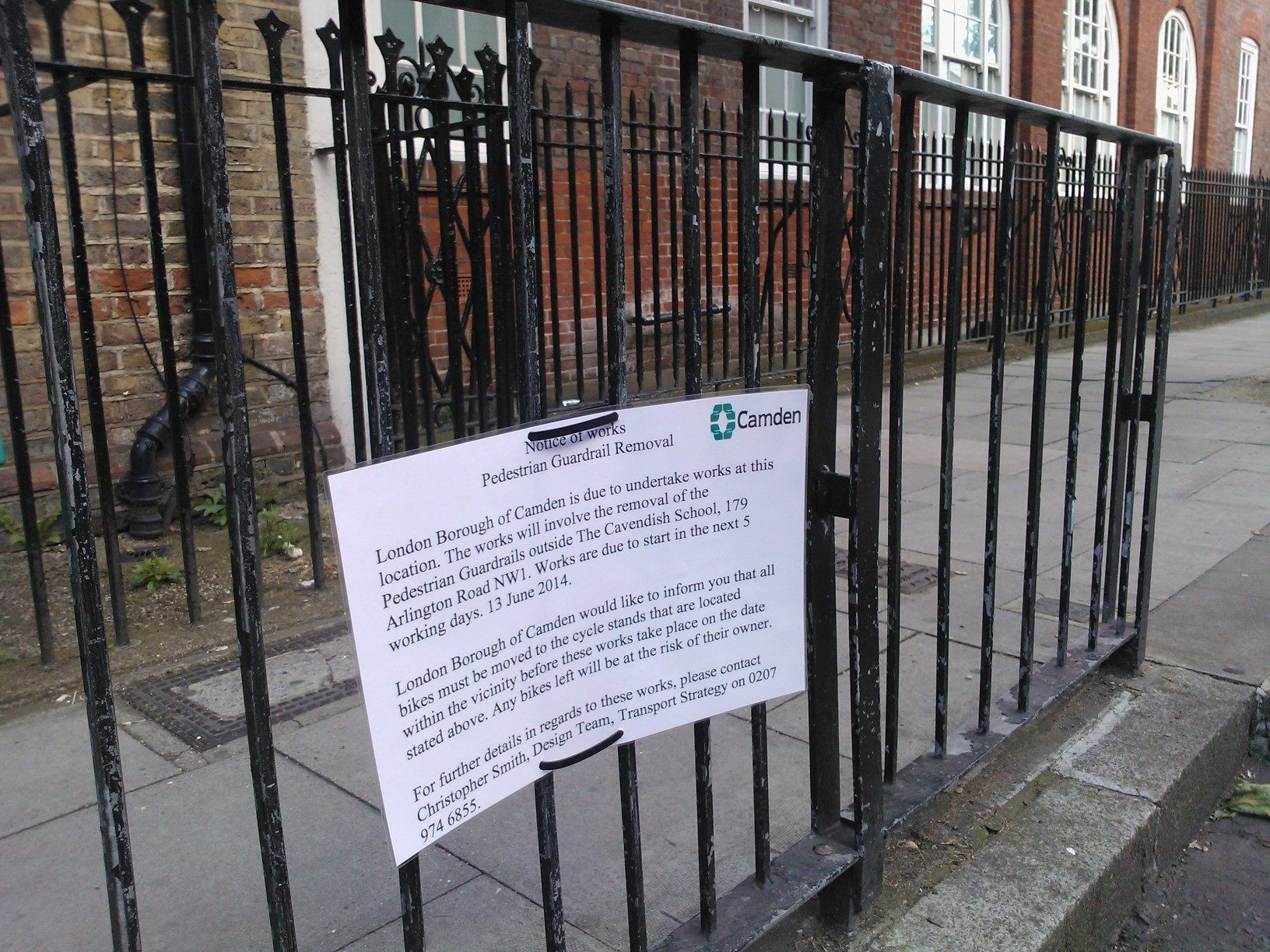
تم وضع علامة على جزء من حواجز الحماية في كامدن على أنه من المقرر إزالته في يونيو 2014.

العديد من الطرق في لندن محاطة بحواجز الحماية فوقعت حوادث كثيرة أدت لمقتل راكبي الدراجات عندما اصطدمت السيارات بالناس المقابلة للحواجز عند ممارستهم ركوب الدراجات. في عام 2007, وضعت هيئة النقل في لندن سياسة لاستخدام حواجز الحماية وهو فقط عندما يُثبت أنه تم وضعها لأسباب أمنية بحلول عام 2010، تم إزالة 60 كيلومترا (37 ميل) من أصل 204 كيلومترا (127 ميل) من حواجز الحماية على شبكة طرق لندن للنقل.
في عام 2008 أعلن كين ليفينغستون أن المجالس سوف تكون قادرة على وضع حدود طولها20 ميلًا في الساعة (32 كم/ ساعة) على مستوى المنطقة دون شرط لاتخاذ تدابير إنفاذ خاصة. وفرضت إسلنغتون وسوثوارك بعد ذلك [متى؟] على مستوى المقاطعة 20 ميلا في الساعة، مع إعلان كامدن عن خطط لتقديم نفس النظام في عام 2012. فرضت مدينة لندن وضع حدود مسافتها 20 ميل في الساعة (32 كم / ساعة) في يوليو 2014. وتدعم هذه المناطق مجموعات راكبي الدراجات التي تدعم القيود المفروضة على حركة المرور من أجل تشجيع المشي وركوب الدراجات وجعلها أكثر أمنا.
وفي يناير عام 2013 عين بوريس جونسون أول مفوض للدراجات في لندن، حيث كلفه بجعل ركوب الدراجات وسيلة أكثر أمانًا وشعبية في العاصمة، وأعلن أنه سيتم بناء مرافق منفصلة للدراجات في جميع أنحاء لندن كجزء من مجموعة من التدابير المصممة لتتحسين سلامة راكبي الدراجات.
في يونيو عام 2013 أعلنت هيئة النقل في لندن عن إنشاء خطة «شوارع آمنة في لندن» لاتخاذ تدابير السلامة على الطرق الجديدة. وتهدف الخطة إلى خفض الوفيات على الطرق بنسبة 40٪ بحلول عام 2020 من خلال مجموعة من التدابير، بما في ذلك إعادة تصميم التقاطعات الرئيسية «الحرجة» والشوارع، بالإضافة إلى تركيب المزيد من كاميرات مراقبة حركة المرور وتحسين الكاميرات الموجودة، والعمل مع أحياء لندن لتنفيذ مناطق أكثر مزودة بسرعة محدده وهي 20 ميل للساعة، وتعديل مركبات البضائع الثقيلة مع معدات السلامة، وتقديم الدورات التدريبية لكل تلميذ في المدرسة في لندن.
وشاركت حملة لندن للدراجات العام التالي في مبادرة السلامة مع جمعية الكلاب المشردة، مؤكدة بأنه يقع على عاتق راكبي الدراجات مهمة العناية بمستخدمي الطريق الآخرين والمشاة على وجه الخصوص، وهذا بعد أن وجدت المؤسسة الخيرية أن واحدًا من كل أربعة أشخاص يعانون من عمى أو ضعف في البصر تعرض لإصابه من راكبي الدراجات في لندن، بينما أصيب سبعة من كل عشرة أشخاص بجروح أو كانوا على وشك الاصطدام بسسب راكبي الدراجات لأن الكثير منهم يستخدم الدراجات على الأرصفة بسرعة عالية أو يقومون بقطع الأشارات عندما تكون حمراء.

## الإحصائيات
تضاعف عدد رحلات الدراجات اليومية في لندن تقريبًا منذ التسعينيات من 270000 رحلة يومية في عام 1993 إلى 590000 رحلة في عام 2013.
| العام              | 1993 | 1994 | 1995 | 1996 | 1997 | 1998 | 1999 | 2000 | 2001 | 2002 | 2003 | 2004 | 2005 | 2006 | 2007 | 2008 | 2009 | 2010 | 2011 | 2012 | 2013 | 2014 | 2015 |
| رحلات يومية من ألف | 270  | 270  | 270  | 270  | 270  | 270  | 270  | 290  | 320  | 320  | 370  | 380  | 410  | 470  | 470  | 490  | 510  | 540  | 570  | 580  | 590  | 610  | 670  |
| الوفيات            | 18   | 15   | 15   | 20   | 12   | 12   | 10   | 14   | 21   | 20   | 19   | 8    | 21   | 19   | 15   | 15   | 13   | 10   | 16   | 14   | 14   | 13   | 9    |
| الإصابات الخطيرة   | 485  | 480  | 521  | 561  | 560  | 469  | 469  | 399  | 434  | 387  | 414  | 332  | 351  | 373  | 446  | 430  | 420  | 457  | 555  | 657  | 473  | 432  | 378  |

وأظهرت دراسة عن وفيات راكبي الدراجات في لندن نُشرت في عام 2010 في مجلة الأبحاث للصحة العامة بيوميد سينترال أن «أكبر تهديد [لراكبي الدراجات] يظل بسبب مركبات الشحن، متسببه في وفات أكثر من 4 من أصل 10 حوادث، وأكثر من نصف هذه الحوادث كانت بسبب الانعطاف إلى اليسار خلال وقوع الحادث.» [43]

## وفيات عام 2013

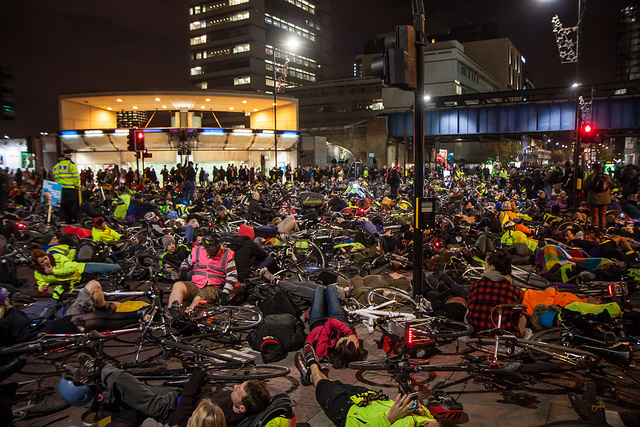
شارك أكثر من ألف راكب في الاحتجاج خارج مقر هيئة النقل في لندن بعد وفاة ستة راكبي دراجات خلال اسبوعين.

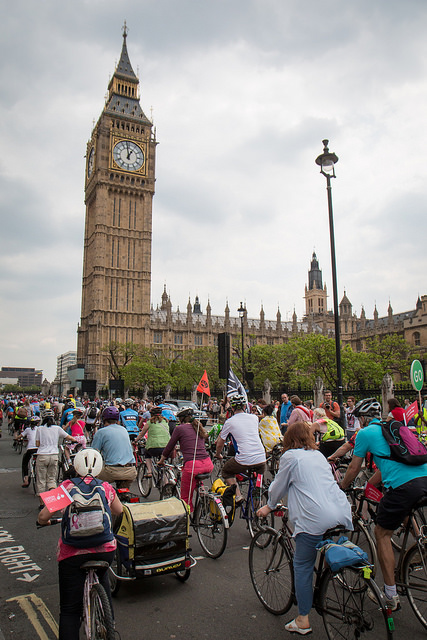
حملة الدراجات بيج رايد تقترب من مجلس النواب.

في نوفمبر عام 2013 قُتل ستة من راكبي الدراجات في شوارع لندن في غضون أسبوعين، وزداد عدد راكبي الدراجات الذين قتلوا في لندن في نفس السنة إلى 14، تسعة من هذه الحالات قتلوا بسبب مركبات البضائع الثقيلة (HGV). [44] وردا على ذلك أعلنت شرطة العاصمة مبادرة أطلق عليها اسم عملية «الطرق الآمنه»، حيث تمركز 2500 من شرطة المرور عند نقاط تقاطع رئيسية في جميع أنحاء المدينة لإصدار إشعارات جزائية ثابتة لمستخدمي الطرق الذين يخترقون قوانين المرورعلى الطرق ويقدمون المشورة لمستخدمي الطرق الضعفاء.وقال بوريس جونسون في مقابلة مع راديو بى بى سى أن راكبي الدراجات يهددون حياتهم بالخطر عندما لا يتبعون قوانين المرور على الطرق، مما يجعل من الصعب جدًا على مهندسي المرور تخمين [تصرفاتهم]. وأدينت التعليقات على الفور بأنها «بأنه وضع اللوم على راكبي الدراجات [و] وأنه عديم الإحساس» من قبل روجر جيفن، مدير الحملات والسياسة في نادي رحلات راكبي الدراجات، ووصفه أيضًا ب«المتهرب من المسؤولية» و«المهين للموتى والجرحى» من قبل دارين جونسون، عضو حزب الخضر في جمعية لندن. دعا الدراج الاولمبي السابق كريس بوردمان مدير السياسة البريطانية لركوب الدراجات الهيئة الحاكمة الوطنية لسباق الدراجات في بريطانيا العظمى جونسون إلى حظر مركبات البضائع الثقيلة (HGV) من بعض الطرق في لندن خلال ساعات الذروة، قائلا إن جونسون قدم وعدًا شفهيًا له قائلًا«في التجارب الناجحة لباريس والعديد من المدن الأخرى في تقييد حركة المركبات الثقيلة خلال ساعات الذروة». وذكر جونسون في مقابلة إذاعية أنه غير مقتنع بالفكرة، ولكنه كان يفكر في حظر راكبي الدراجات من ارتداء سماعات الرأس أثناء ركوبهم. [2] غير أن قسم حركة المرور في شرطة العاصمة لم يتمكن من تحديد أي حوادث خطيرة في ركوب الدراجات يمكن فيها القول أن استخدام سماعة الرأس هو عامل مساهم ([46]).
وبعد أسبوعين من الوفاة السادسة قامت حملة احتجاج بتنظيم حمله عبر وسائل التواصل الاجتماعي على غرار المظاهرات الهولنديه «ستوب دي كيندرمورد» في السبعينات - خارج مقر هيئة النقل في لندن. حيث ينبسط أكثر من 1000 راكب دراجات بصمت في الطريق حاملين الشموع من أجل راكبي الدراجات والذين قتلوا بسبب حركة المرور على الطرق. [47]
وفي استطلاع أجرته هيئة الإذاعة البريطانية في ديسمبر عام 2013 أن خُمس ركاب الدراجات العادية قد توقفوا عن ركوب الدراجات للذهاب للعمل بسبب موجة الوفيات الأخيرة. وشارك أيضا خمسة من المشاركين في الاستطلاع في حادث تصادم و68٪ يعتقدون أن الطرق في لندن ليست آمنة لركوب الدراجات. [2]

## الفعاليات المنتظمة
• رئيس بلدية لندن سكاي ريد: حدث سنوي أطلقته لندن فريوهيل في سبتمبر عام 2007، حيث يتم إغلاق بعض الطرق في وسط لندن للسيارات لعدة ساعات في يوم الأحد. في 10 أغسطس عام 2012 أعلن أن سكاي ريد 2013 سيتم إعادة تسميتها ل 'ريديلوندون'، وهو مهرجان عالمي من الدراجات لمدة يومين. [48] وسيضم الحدث فعالية «فريسيكل» التي تبلغ 8 أميال، والتي تهدف إلى «راكبي الدراجات من جميع الأعمار والقدرات» على الطرق المغلقة، فضلا عن ركوب 100 ميل وحدث «سباق الجائزة الكبرى» لراكبي الدراجات المحترفين.

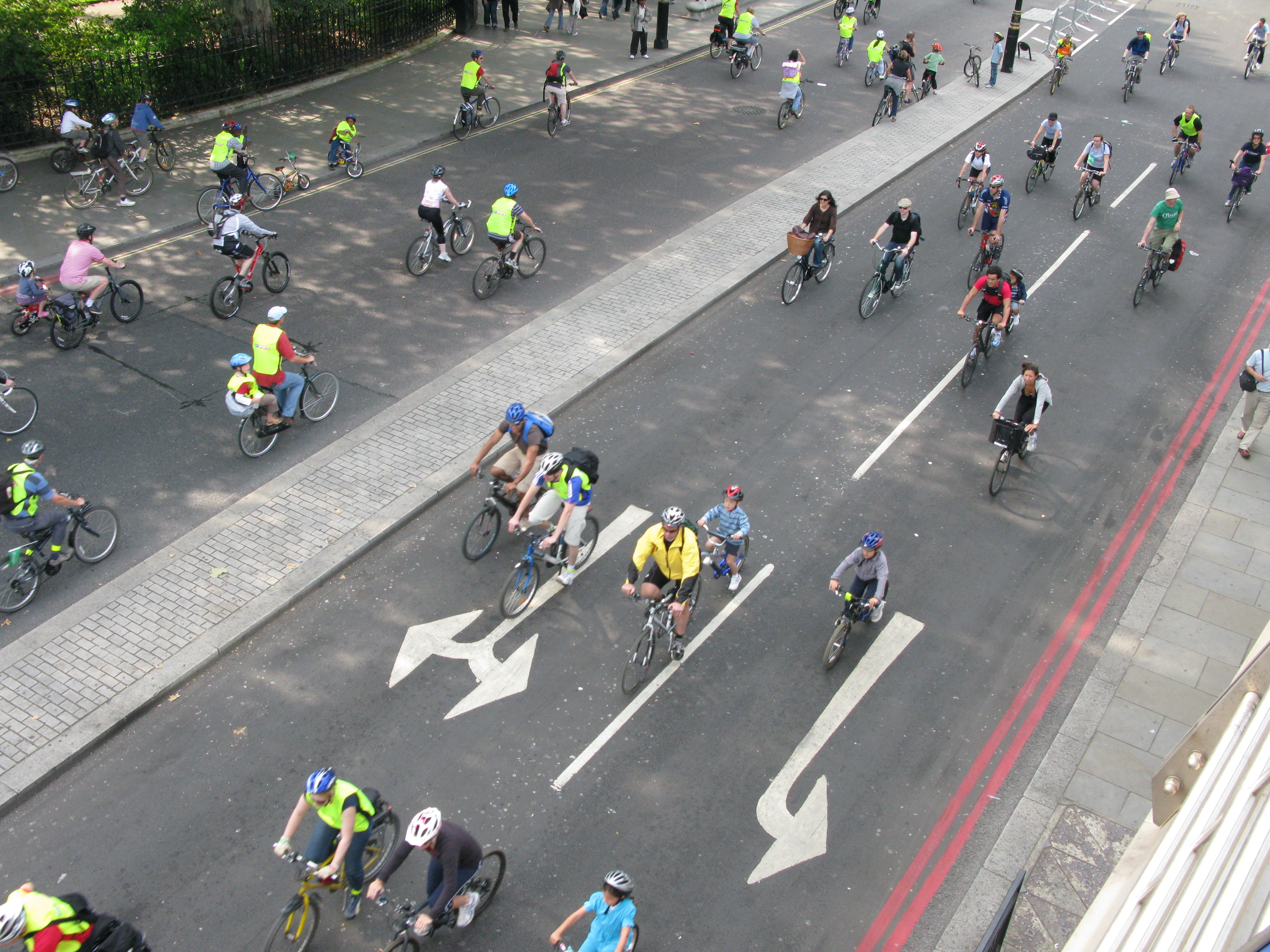
لندن فريوهيل 2008

• الاعداد الكبيرة التي تترك مسرح السينما الوطنية في الضفة الجنوبية في حوالي الساعة 7:00 مساء أخر الجمعة من كل شهر
• سباق الدراجات العالمي للعراة، الذي يقام سنويا في 70 مدينة و20 بلدًا، بما في ذلك لندن كل يونيو منذ عام 2004، [49]

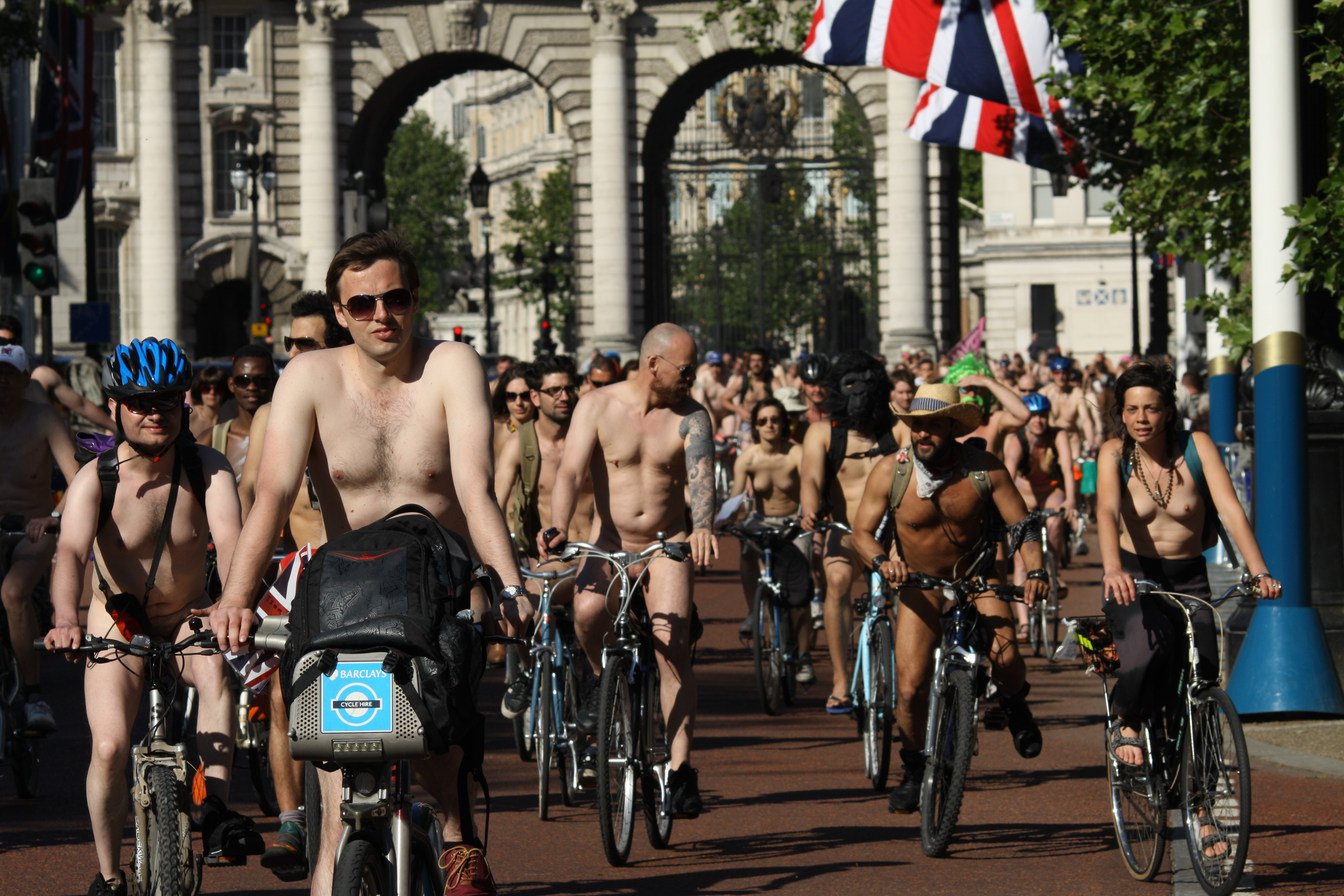
سباق الدراجات العالمي للعراة عام 2013 في المول

• بيك ويك، احتفال المملكة المتحدة السنوي لركوب الدراجات مع العديد من الأحداث المحلية في يونيو [50]
• لندن إلى برايتون ركوب للأعمال الخيرية كل صيف. حوالي 30,000 راكبي الدراجات يشارك
• لندن إلى باريس ركوب الخيل لمختلف الجمعيات الخيرية [51]
• دونويتش دينامو، ركوب منتصف الصيف السنوي بين عشية وضحاها إلى سوفولك منذ عام 1993
• جوائز لندن للدراجات: تحتفل حملة لندن للدراجات ببعض من أفضل التحسينات لراكبي الدراجات كل عام مع جوائز لندن للدراجات. وشملت 2008 فائز مواقف الدراجات في فرامبتون بارك العقارية في هاكني وفي محطة شادويل دلر. ومجلس كينغستون والشرطة متروبوليتان لإعادة تدوير الدراجات إلى المجتمع مخطط؛ مستشفى نيوهام الجامعي مستشفى جامعة نيو هام الثقة لمشروع التفوق في العمل. دراجات سانتا كروز ومجلس هاكني لنوادي دورة الأسرة. وجيني جونز لخدمات ركوب الدراجات. [52]